# NGC 974
NGC 974 (другие обозначения — UGC 2049, MCG 5-7-12, ZWG 505.15, NPM1G +32.0104, IRAS02314+3243, PGC 9802) — спиральная галактика (Sb) в созвездии Треугольник. Открыта Джоном Гершелем в 1827 году. Описание Дрейера: «очень тусклый объект круглой формы, четвёртый из пяти», под другими четырьмя объектами подразумеваются NGC 969, NGC 970, NGC 971 и NGC 978.
Этот объект входит в число перечисленных в оригинальной редакции «Нового общего каталога».
В 2017 году в галактике вспыхнула сверхновая SN 2017hju. Однако, положение сверхновой достаточно удалено от галактики и, вероятно, сверхновая принадлежит отдельному звёздному потоку или карликовому спутнику галактики.
Объект входит в крупное скопление галактик LDC 176 и HDC 152.
Галактика NGC 974 входит в состав группы галактик NGC 973. Помимо NGC 974 в группу также входят ещё 21 галактика.